# فرهنگ در اوکراین
فرهنگ اوکراین ترکیبی از ارزشهای مادی و معنوی مردم اوکراین است که در طول تاریخ خود (تاریخ اوکراین) شکل گرفته‌است. این تحقیق با مطالعات قومی دربارهٔ اوکراینی‌های قومی و تاریخ‌نویسی اوکراین که بر تاریخ کیف و منطقه اطراف آن متمرکز است، گره خورده‌است.
اگرچه این کشور اغلب برای حفظ استقلال خود تلاش کرده‌است، مردم آن موفق به حفظ داشته‌های فرهنگی خود شده‌اند و به میراث فرهنگی قابل توجهی که ایجاد کرده‌اند افتخار می‌کنند. نویسندگان زیادی مانند تتاراس شوچنکو و ایوان فرانکو به تاریخ ادبیات این کشور کمک کرده‌اند. فرهنگ اوکراین از زمان استقرار استقلال در سال ۱۹۹۱ تجدید حیات قابل توجهی را تجربه کرده‌است.
فرهنگ اوکراینی اگرچه که به سمت مدرنیته پیشرفت می‌کند، اوکراین یک کشور کاملاً سنتی باقی می‌ماند، جایی که رعایت برخی آداب و رسوم در فرهنگ آن نقشی اساسی دارد. بسیاری از تعطیلات و رویدادهای مهم اوکراینی براساس تقویم جولیان قدیمی بنا شده‌اند و از همین رو با همتایان میلادی متفاوت هستند. اینها شامل شب کریسمس و سال نو است که هر دو در فرهنگ اوکراین بسیار مهم هستند.

## سنت‌ها

### تعطیلات و جشن‌ها

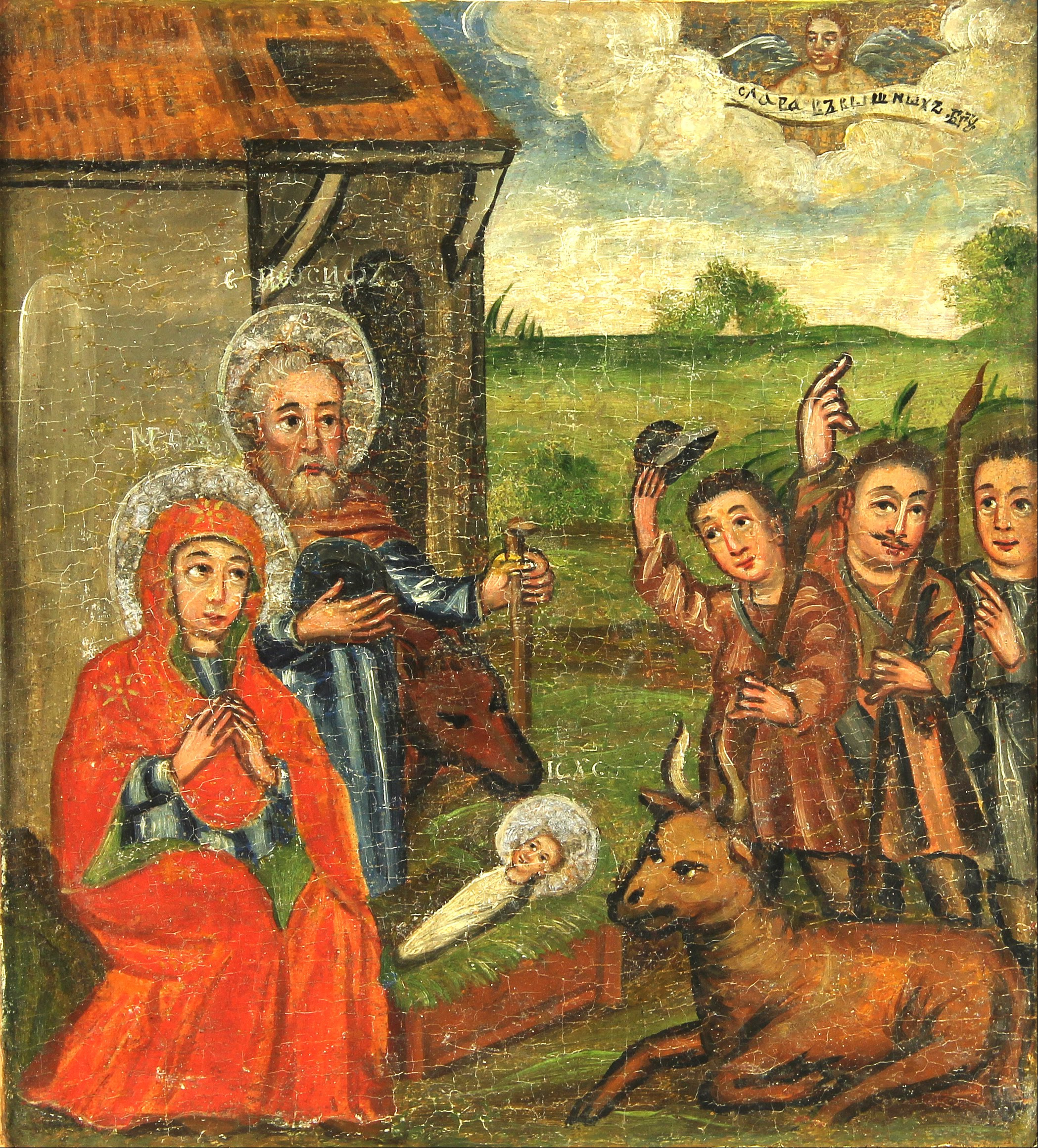
نماد کریسمس ، ستایش چوپانان، از مجموعه موزه ایوان هونچار. هنرمند ناشناخته، ج. ۱۶۷۰

اجتماعات مانند Vechornytsi دارای سابقه طولانی در فرهنگ اوکراین است و همچنین تعطیلات سنتی مانند روز ایوان کوپالا، ماسلنیتسا، Koledovanie و Malanka، جایی که مردم در گروه‌های بزرگ جمع می‌شوند، نیز چنین است. " Razom nas bahato, nas ne podolaty " یک بیانیه فرهنگی و سیاسی محبوب اوکراینی‌های سنتی و مدرن است. این ترجمه به این صورت است: "با هم ما خیلی هستیم! ما نمی‌توانیم شکست بخوریم! "

### آموزش

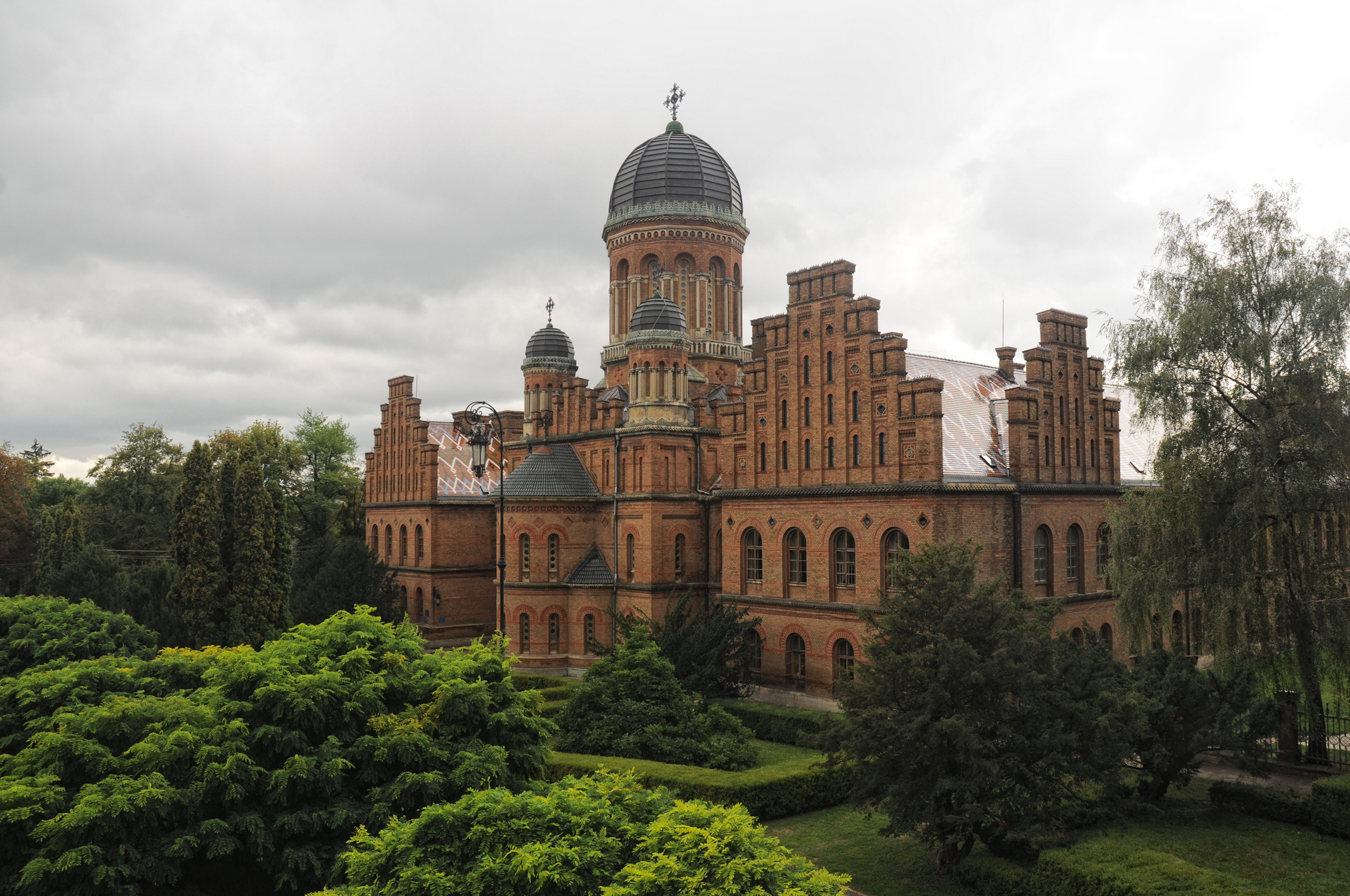
دانشگاه چرنیوتسی.

### زبان
زبانهای اصلی اوکراینی و روسی هستند.

### دین
دین در سراسر کشور رواج دارد. مسیحیت ارتدوکس شرقی و کاتولیک شرقی و کاتولیک رومی سه مذهبی هستند که به‌طور گسترده مورد استفاده قرار می‌گیرند. کلیسای ارتدکس اوکراین بزرگترین کلیسای این کشور است.

## آشپزی

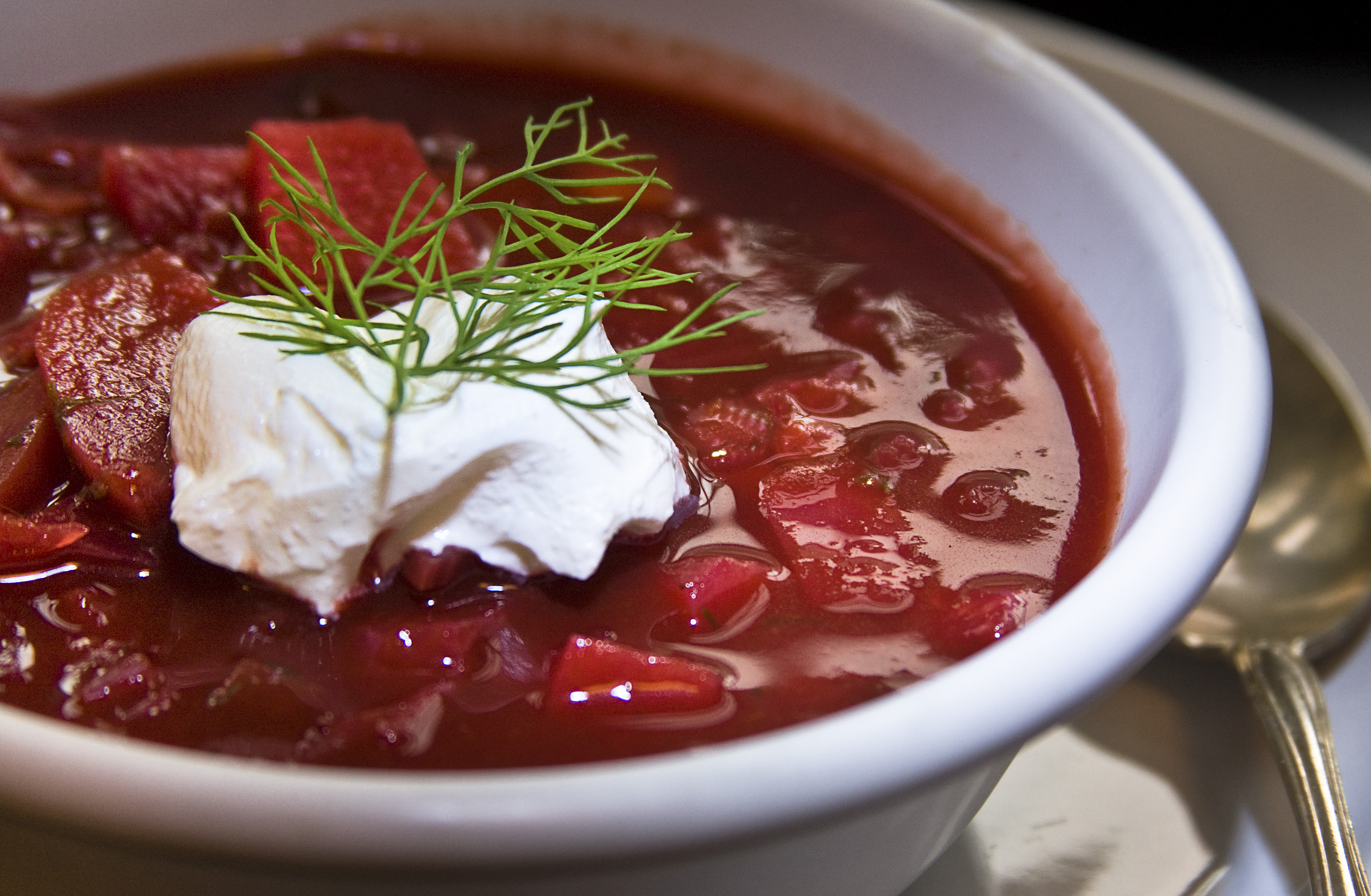
اوکراین برش با اسمتانا

غذا بخشی مهم در فرهنگ اوکراین است. در عید پاک و همچنین کریسمس از غذاهای مخصوص استفاده می‌شود. به عنوان مثال در ایام کریسمس، مردم کوتیا تهیه می‌کنند که مخلوطی از بلغور گندم پخته شده، دانه خشخاش، عسل و نان‌های شیرین مخصوص است.

## هنر

### معماری

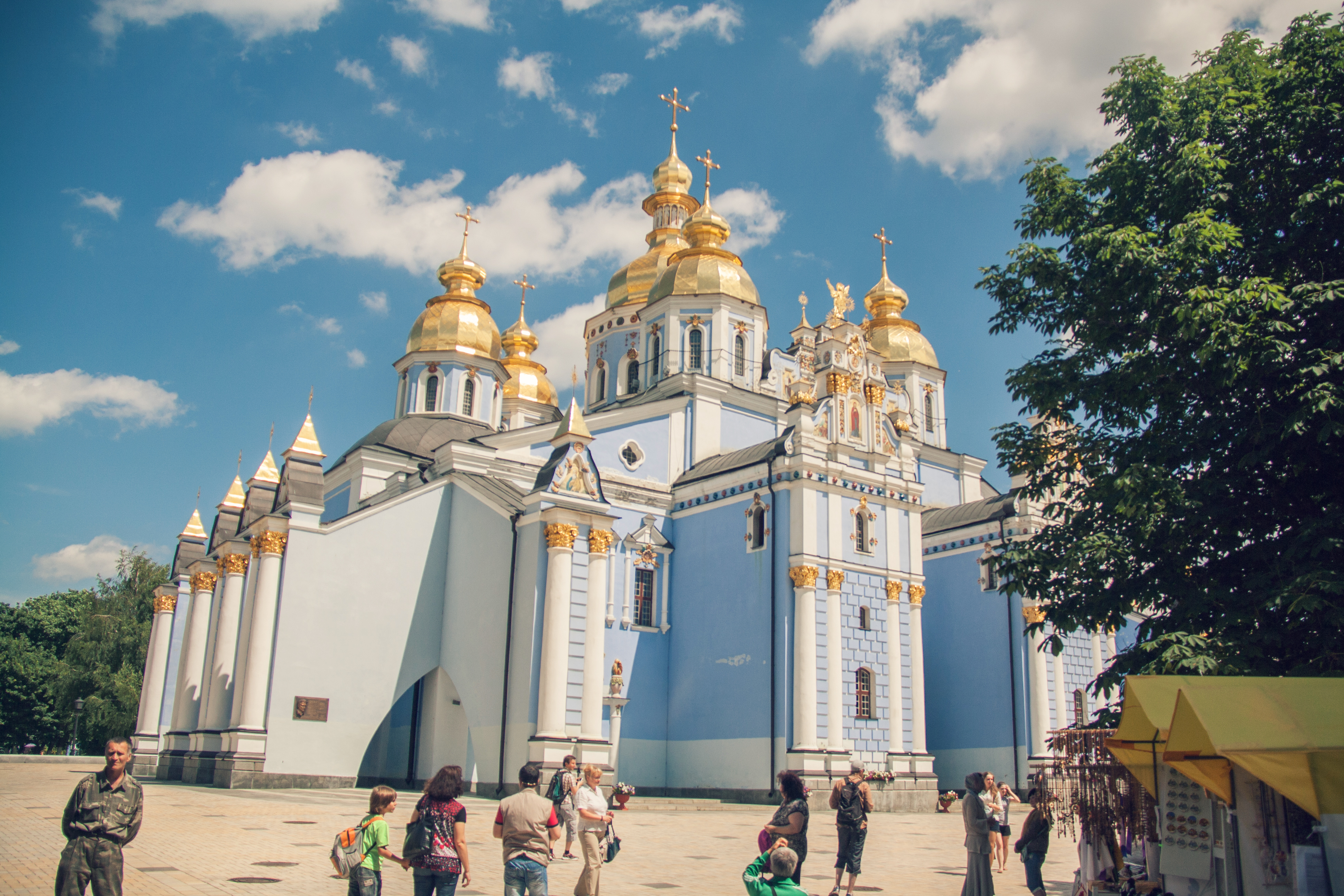
معماری باروک با گنبد طلایی. صومعه گنبد طلایی سنت مایکل.

معماری اوکراین ویژگی‌های متمایز آن مکان و دوره زمانی خاص را منعکس می‌کند. طراحی و معماری تحت تأثیر جو سیاسی و اقتصادی موجود است.

### هنرهای تزئینی و تجسمی

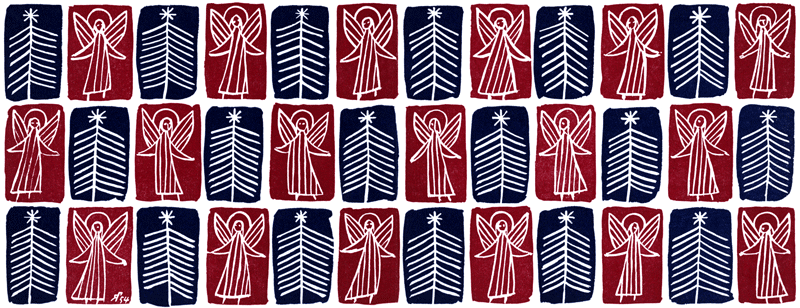
کارت کریسمس طراحی شده توسط ژاک هنیزدوفسکی

در موارد خاص، هر جنبه از زندگی عادی به شکل هنری تزئینی بیان هنری تبدیل می‌شود. نقش‌های تزئینی غرق در نمادگرایی، آیین و معنای مذهبی است. بیشتر تاریخ شفاهی در طول ۳۰۰ سال روسی شدن اوکراین هنگامی که فرهنگ و زبان اوکراینی ممنوع بود از دست رفت. سازمان‌هایی مانند موزه ایوان هونچار، موزه پیسانکا و موزه اوکراین به نگهداری تاریخ اختصاص یافته‌اند. مناطق مختلف اوکراین تزئینات سنتی خود را با تنوع سبک و معنی خاص خود دارند. نمونه‌های آن را می‌توان در نقاشی پتریکیوکا، معماری زینتی، گلدوزی اوکراینی و نقوش پارچه ای از مناطق مختلف تاریخی اوکراین مشاهده کرد.

#### لباس سنتی

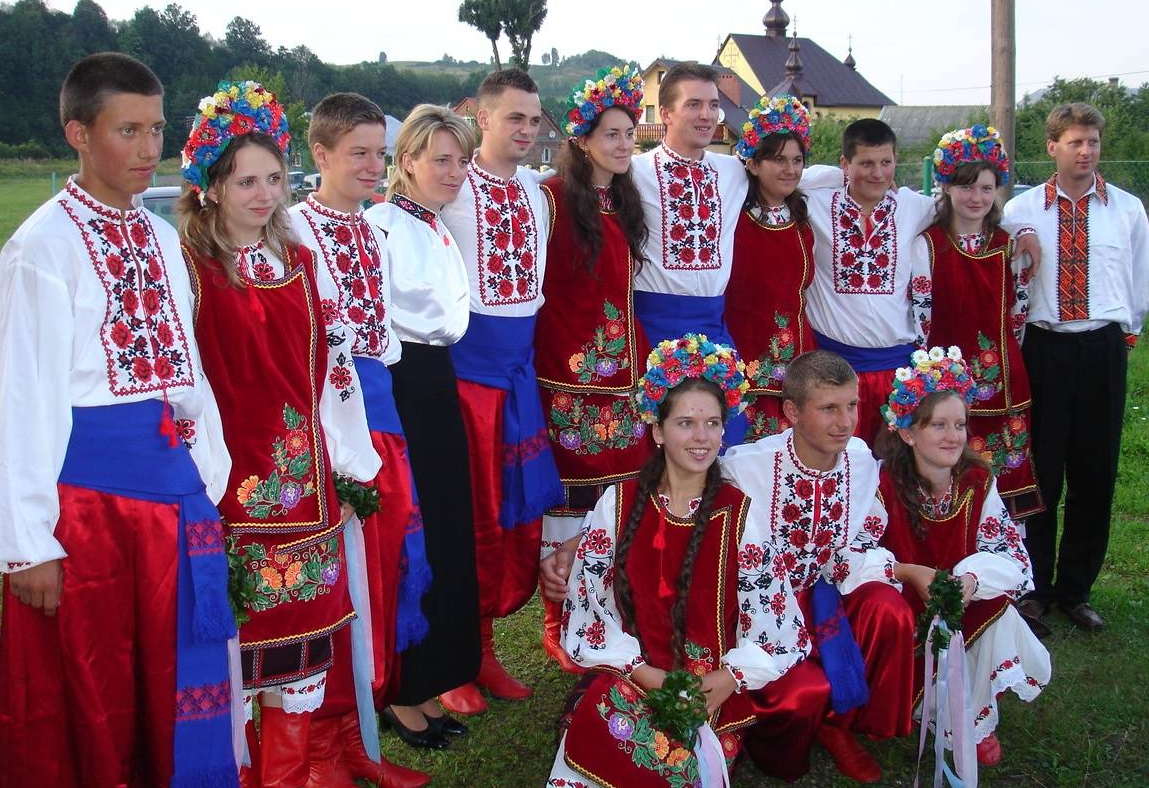
اوکراینی‌ها با لباس ملی

پیراهن یا بلوز گلدوزی شده نمادین، vyshyvanka، شناخته شده‌ترین قسمت لباس ملی اوکراین است و حتی در ماه مه نیز جشن عمومی خاص خود را دارد. لباس سنتی برای مردان نیز شامل کوژوخ ، کنتوس، یوپان و شارواری است. برای زنان، لباس سنتی شامل kozhushanka , ochipok است. پوشاک با استفاده از طراحی پیچیده ساختاری، تکنیک‌های پیچیده بافندگی، گلدوزی گسترده و سوزن دوزی برش ساخته می‌شود.

### هنر اجرا

#### رقص

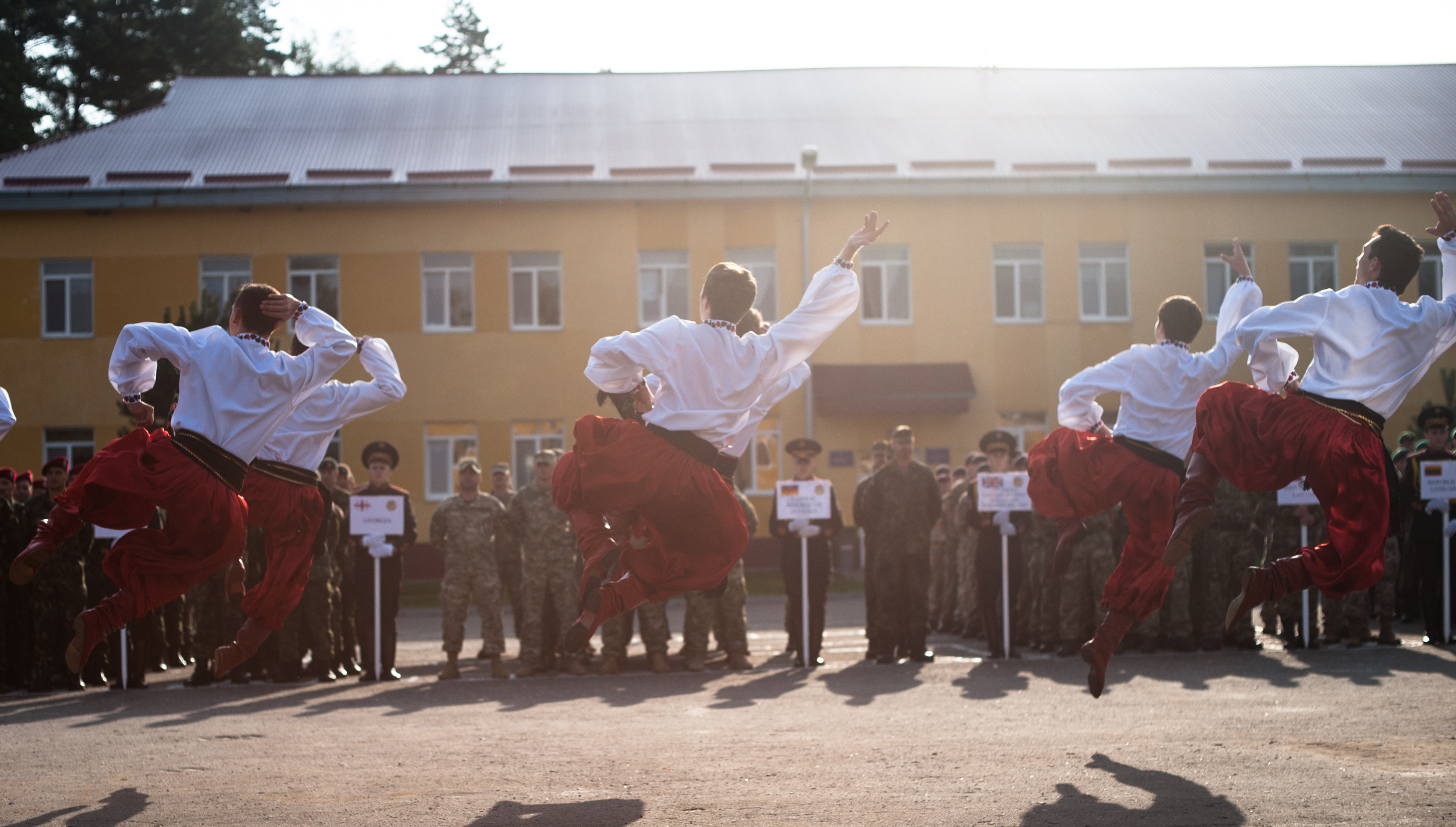
از هوپاک اغلب به عنوان «رقص ملی اوکراین» یاد می‌شود.

رقص‌های سنتی در اوکراین رواج دارد، که بسیاری از آنها از روستاهای کازاک ناشی می‌شود. یکی از سبک‌های رقص اوکراینی کالینا نامیده می‌شود. زنان و مردان در این نوع رقص شرکت می‌کنند.

#### موزه‌ها و کتابخانه‌ها

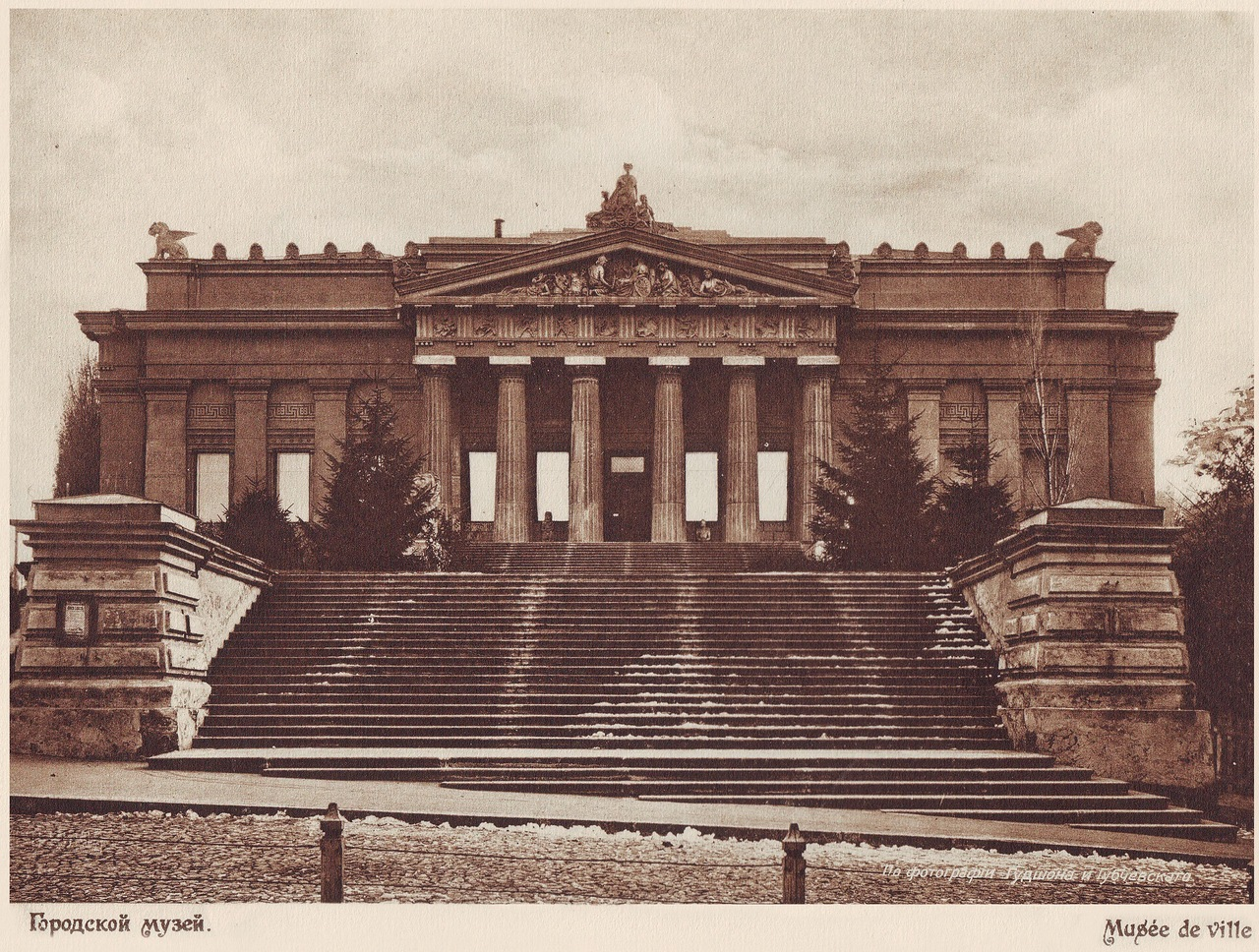
موزه هنر ملی اوکراین. در سال ۱۸۹۸ تأسیس شد.

تقریباً ۵۰۰۰ موزه مختلف از جمله موزه هنر ملی اوکراین، موزه تاریخی ملی اوکراین، موزه هنرهای غربی و شرقی، موزه ملی چرنوبیل اوکراین در کیف، گالری هنر ملی Lviv در اوکراین وجود دارد.

#### ادبیات
ادبیات اوکراین پیشرفت دشواری داشت زیرا به دلیل تسلط دائمی خارجی بر سرزمین‌های اوکراین، اغلب بین زبان گفتاری و نوشتاری تفاوت معناداری وجود داشت. در بعضی مواقع استفاده از زبان اوکراینی حتی تا حدی ممنوع بود که چاپ شود. با این حال، حاکمیت خارجی توسط لیتوانی، لهستان، رومانی، روسیه، اتریش-مجارستان و ترکیه عثمانی، کلمات جدیدی را برجای گذاشت و در نتیجه ادبیات اوکراینی را غنی کرد. با وجود سرکوب‌های تزاری و شوروی، نویسندگان اوکراینی توانستند میراث ادبی غنی تولید کنند.

## فرهنگ عامه

### ورزش‌ها

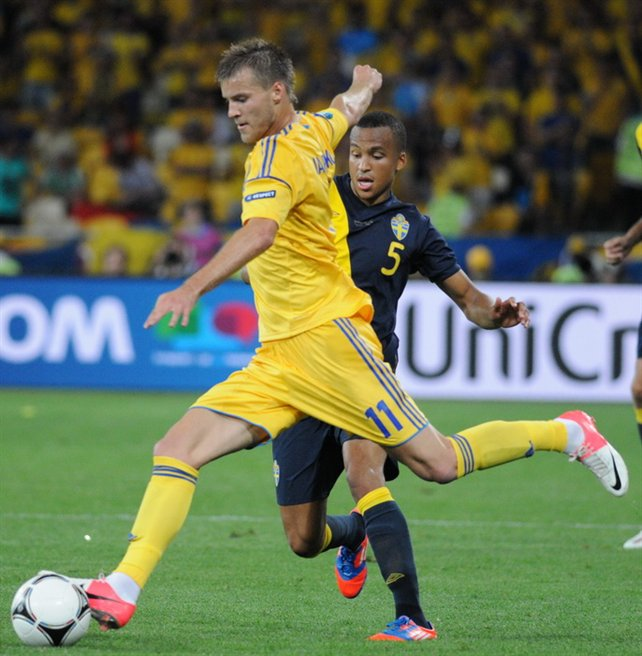
بازی تیم ملی فوتبال اوکراین در یوفا یورو ۲۰۱۲.

اوکراین از تأکید شوروی بر تربیت بدنی، که اوکراین را با صدها استادیوم، استخر شنا، سالن‌های بدنسازی و بسیاری از امکانات ورزشی دیگر ترک کرد، بسیار سود جست.
فوتبال محبوب‌ترین ورزش در اوکراین است. لیگ برتر حرفه ای Vyscha Liha است که به عنوان لیگ برتر فوتبال اوکراین نیز شناخته می‌شود. دو تیم موفق ویشا لیها رقبای باشگاه فوتبال دینامو کی‌یف و باشگاه فوتبال شاختار دونتسک هستند.

### جهانگردی
اوکراین سالانه بیش از ۲۰ میلیون بازدید کننده از سراسر جهان جذب می‌کند. هفت عجایب طبیعی اوکراین و عجایب هفتگانه اوکراین مقصد محبوب و همچنین شهرهای مدرن، جشنواره‌ها، اکوتوریسم و گردشگری پزشکی هستند.